# Elverson Road (DLR)

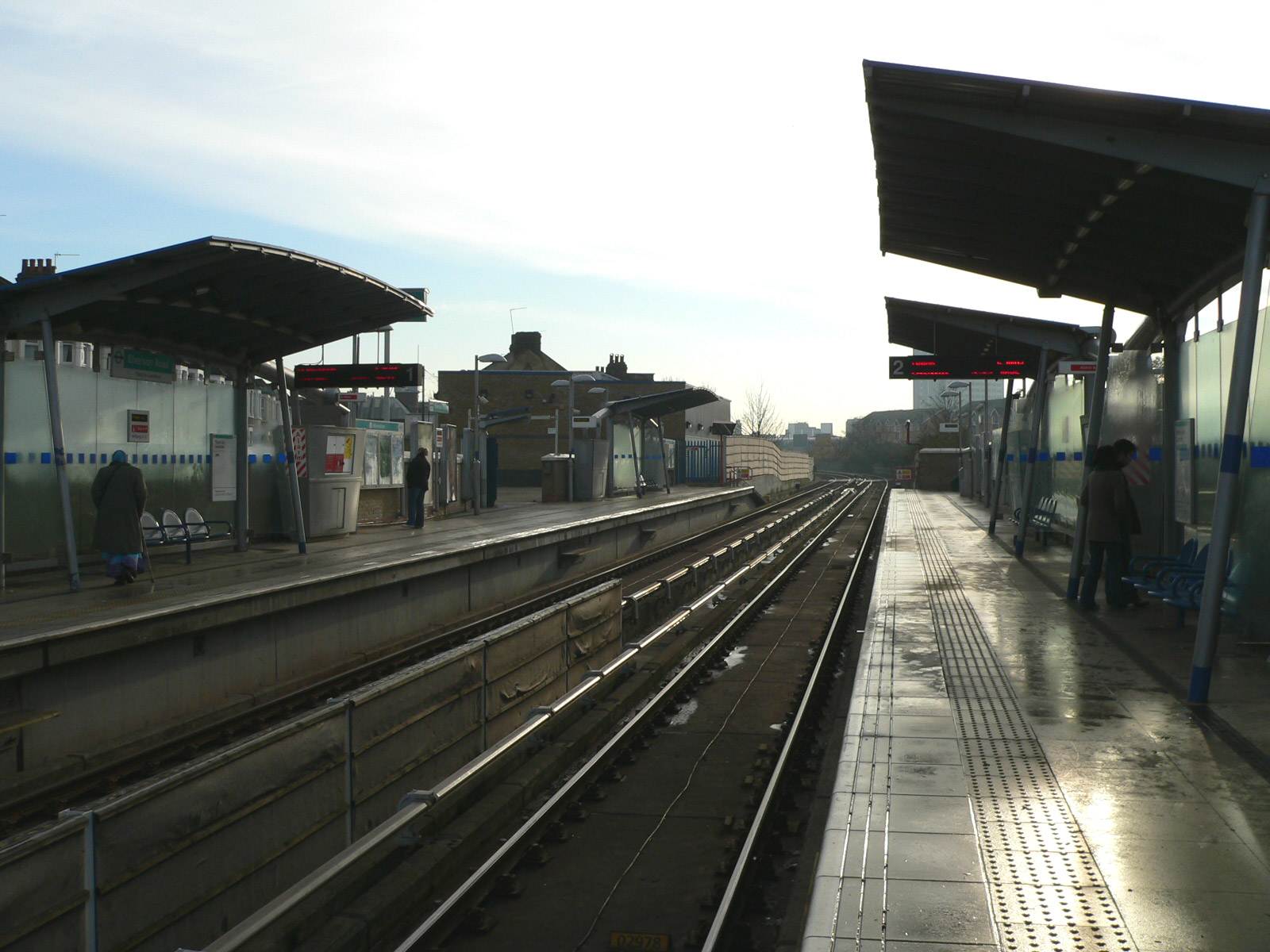
Station Elverson Road

Elverson Road ist eine Station der Docklands Light Railway (DLR) im Londoner Stadtbezirk London Borough of Lewisham. Sie liegt an der Grenze der Travel Zone 2 und 3, an der Kreuzung von Elverson Road und Connington Road im Stadtteil St John’s, inmitten eines dicht besiedelten Wohnviertels.
Die Eröffnung der Station erfolgte am 20. November 1999, zusammen mit dem Teilstück zwischen Crossharbour und Lewisham. Für den Bau der Station musste der Fluss Ravensbourne auf einem kurzen Teilstück verlegt werden. Da in der unmittelbaren Umgebung eine wasserführende Kalksteinschicht bis an die Oberfläche tritt, waren besondere bauliche Schutzmaßnahmen notwendig, um die Verschmutzung des Trinkwassers zu verhindern.